# エンヒキ・アウメイダ・カイシェタ・ナセンテス
エンヒキ・アウメイダ（Henrique Almeida）ことエンヒキ・アウメイダ・カイシェタ・ナセンテス（ポルトガル語: Henrique Almeida Caixeta Nascentes、1991年5月27日 - ）は、ブラジルのサッカー選手。ポジションはFW。

## クラブ歴
サンパウロFCの下部組織に所属していた2009年にサンパウロ州ユース選手権でクラブの得点王及び最優秀選手に輝いた。同年2月にトップチームで数分ながらも初出場を果たした。初得点を決めたのは2010年に入ってからの事であった。その後出場機会が乏しかったためにECヴィトーリアに期限付き移籍。ヴィトーリアがカンピオナート・ブラジレイロ・セリエBに降格したためにサンパウロに復帰した。
2012年1月17日に労働許可が下りればクイーンズ・パーク・レンジャーズFCへ売却される事が発表されたが、労働許可が下りず破談。これについてサンパウロの副会長であるジョアオ・ロペスは「彼が拒否したとも言われているがそれは真実ではなく、FAが完全移籍を許すかどうかだった。FAはこの取引を認めなかったため、また合意に向けて探り合う事だろう。」と述べた。結局1月末にグラナダCFに2013年6月までの契約で期限付き移籍。レンタル料は50万ユーロで、600万ユーロでの買い取りオプション付きの契約であった。
2013年1月2日に彼の所有権の50%をボタフォゴFRが獲得し、2016年までの契約でボタフォゴに移籍。
2016年2月3日に4年契約でグレミオFBPAに移籍した。

## 代表歴
ブラジルU-20代表として2011 南米ユース選手権で優勝し、2011 FIFA U-20ワールドカップに出場した。2011年8月1日にFIFA U-20ワールドカップの200ゴール目となる記念ゴールをあげると、17日に行われた準決勝では80分を越えてから2得点をあげて決勝進出に貢献、大会を通じて5得点をあげた彼はゴールデンボール、ゴールデンシュー両方を獲得した。

## タイトル

### クラブ
ボタフォゴ
- カンピオナート・カリオカ: 2013

グレミオFBPA
- コパ・ド・ブラジル: 2016

コリチーバ
- カンピオナート・パラナエンセ: 2017

### 代表
U-20
- 南米ユース選手権: 2011
- FIFA U-20ワールドカップ: 2011

### 個人
- FIFA U-20ワールドカップゴールデンボール: 2011
- FIFA U-20ワールドカップゴールデンシュー: 2011